# Euphorbia hierosolymitana
Euphorbia hierosolymitana är en törelväxtart som beskrevs av Pierre Edmond Boissier. Euphorbia hierosolymitana ingår i släktet törlar, och familjen törelväxter.

## Underarter
Arten delas in i följande underarter:
- E. h. hierosolymitana
- E. h. ramanensis